# Big Love (album)
Big Love – jedenasty album studyjny brytyjskiej grupy popowo-soulowej Simply Red, wydany 1 czerwca 2015 przez East West Records.

## Lista utworów
Wszystkie utwory są autorstwa Micka Hucknalla.
1. "Shine on" 3:12
2. "Daydreaming" 3:38
3. "Big Love" 4:09
4. "The Ghost of Love" 3:16
5. "Dad" 3:54
6. "Love Wonders" 3:56
7. "Love Gave Me More" 3:17
8. "Tight Tones" 3:35
9. "WORU" 4:13
10. "Coming Home" 2:53
11. "The Old Man and the Beer" 2:54
12. "Each Day" 4:19